# Giovanni Valetti
Giovanni Valetti (Vinovo, Piemont, 22 de setembre de 1913 – Avigliana, 28 de maig de 1998) va ser un ciclista italià que fou professional entre 1935 i 1948.
Els seus principals èxits esportius foren els dos Giro d'Itàlia consecutius que guanyà, el 1938 i el 1939. Destacable fou la victòria al Giro de 1939, quan s'imposà a Gino Bartali gràcies a llunyà atac durant la penúltima etapa que li va servir per recuperar els 3'46" que tenia perduts amb Bartali. També guanyà la Volta a Suïssa de 1938.
La Segona Guerra Mundial suposa un final avançat per a una prometedora figura del ciclisme italià.

## Palmarès
- 1933
  - 1r al Giro del Laci
- 1936
  - 1r al Gran Premi de Fréjus
- 1937
  - Vencedor d'una etapa al Giro d'Itàlia
- 1938
  -  1r del Giro d'Itàlia, vencedor de 3 etapes i 1r del  Gran Premi de la Muntanya
  - 1r de la Volta a Suïssa, vencedor de 2 etapes i 1r del Gran Premi de la Muntanya
- 1939
  -  1r del Giro d'Itàlia i vencedor de 3 etapes
  - 1r al Giro de la província de Milà, amb Cino Cinelli

### Giro d'Itàlia
- 1936. 5è de la classificació general
- 1937. 2n de la classificació general. Vencedor d'una etapa
- 1938.  1r de la classificació general. Vencedor de 3 etapes. 1r del  Gran Premi de la Muntanya
- 1939.  1r de la classificació general. Vencedor de 3 etapes
- 1940. 17è de la classificació general

### Tour de França
- 1937. Abandona (2a etapa)